# Juan Francisco Mourón
Juan Francisco Mourón Doldán (nacido el 6 de febrero de 1984 en Betanzos, La Coruña, España) es un ciclista español.
Se inició en el mundo del ciclismo en el Club Ciclista Betanzos, donde logró gran número de victorias ya desde edades tempranas. Hizo su debut como profesional en 2007 en el equipo Karpin Galicia. Su primera temporada como profesional estuvo marcada por las lesiones. Durante su carrera deportiva fue apodado como "Johnny" o "El Arlequín"

## Palmarés
No ha conseguido victorias como profesional.

## Equipos
- Karpin Galicia (2007-2009)